# Бердичівська вулиця (Київ)
Берди́чівська ву́лиця — вулиця у Шевченківському районі міста Києва, місцевість Лук'янівка. Пролягає від вулиці Коперника до Дегтярівської вулиці.

## Історія
Вулиця виникла у середині XIX століття під нинішньою назвою (офіційно затверджена у 1869 році) як проїзд до Житомирського (а отже і Бердичівського) шляху. У 1892 році була вперше перепланована і до середини XX століття простягалася від вулиці Коперника до сучасної вулиці В'ячеслава Чорновола. Сучасну назву підтверджено у 1944 році. У сучасних межах — з 1982 року.

## Установи та заклади

### Медічні заклади
- Центральний госпіталь Міністерства внутрішніх справ України.

### Релігійні заклади
На території шпиталю МВС знаходиться церква великомученика Георгія Побідоносця (УПЦ (МП)). Храм зведено на кошти співробітників МВС, освячення відбулося 14 жовтня 2000 року. Проект храму розробив архітектор Олег Стукалов.